# 14. Szaturnusz-gála
A 14. Szaturnusz-gála az 1986-os év legjobb filmes és televíziós sci-fi, horror és fantasy alakításait értékelte. A díjátadót 1987. május 17-én tartották Kaliforniában.

## Győztesek és jelöltek
Forrás:

### Film
| Legjobb sci-fi film | Legjobb fantasyfilm |
| --- | --- |
| - A bolygó neve: Halál - Gyermek az időben - Előre a múltba - Rövidzárlat - Star Trek IV: A hazatérés | - Repül a haverom - Egérmese - Krokodil Dundee - Aranygyermek - Fantasztikus labirintus |
| Legjobb horrorfilm | Legjobb fiatal színész |
| - A légy - Tágra nyílt elme - Rémségek kicsiny boltja - Kopogó szellem 2. - Psycho 3. | - Carrie Henn – A bolygó neve: Halál (Rebecca "Newt" Jorden) - Joey Cramer – Gyermek az időben (David Freeman) - Lucy Deakins – Repül a haverom (Amelia "Milly" Michaelson) - Scott Grimes – Rémecskék (Brad Brown) - Jay Underwood – Repül a haverom (Eric Gibb)           |
| Legjobb férfi főszereplő | Legjobb női főszereplő |
| - Jeff Goldblum – A légy (Seth Brundle) - Michael Biehn – A bolygó neve: Halál (Dwayne Hicks) - Leonard Nimoy – Star Trek IV: A hazatérés (Spock) - Anthony Perkins – Psycho 3. (Norman Bates) - William Shatner – Star Trek IV: A hazatérés (James T. Kirk)                   | - Sigourney Weaver – A bolygó neve: Halál (Ellen Ripley) - Barbara Crampton – Tágra nyílt elme (Dr. Katherine McMichaels) - Geena Davis – A légy (Veronica Quaife) - Elisabeth Shue – Link, a majom (Jane Chase) - Kathleen Turner – Előre a múltba (Peggy Sue)             |
| Legjobb férfi mellékszereplő | Legjobb női mellékszereplő |
| - Bill Paxton – A bolygó neve: Halál (William Hudson közlegény) - Clu Gulager – Hunter's Blood (Mason Rand) - James Doohan – Star Trek IV: A hazatérés (Montgomery "Scotty" Scott) - Walter Koenig – Star Trek IV: A hazatérés (Pavel Chekov) - Richard Moll – A ház (Big Ben) | - Jenette Goldstein – A bolygó neve: Halál (J. Vasquez közlegény) - Catherine Hicks – Star Trek IV: A hazatérés (Dr. Gillian Taylor) - Grace Jones – Vámpír sztripperek (Katrina) - Kay Lenz – A ház (Sandy Sinclair) - Vanity – 10 másodperc az élet (Doreen)              |
| Legjobb rendező | Legjobb forgatókönyv |
| - James Cameron – A bolygó neve: Halál - Randal Kleiser – Gyermek az időben - David Cronenberg – A légy - John Badham – Rövidzárlat - Leonard Nimoy – Star Trek IV: A hazatérés                                                                                                | - James Cameron – A bolygó neve: Halál - Nick Castle – Repül a haverom - Paul Hogan, Ken Shadie, John Cornell – Krokodil Dundee - Howard Ashman – Rémségek kicsiny boltja - Steve Meerson, Peter Krikes, Harve Bennett, Nicholas Meyer – Star Trek IV: A hazatérés          |
| Legjobb filmzene | Legjobb jelmez |
| - Alan Menken – Rémségek kicsiny boltja - James Horner – Egérmese - John Carpenter – Nagy zűr kis Kínában - Howard Shore – A légy - Jerry Goldsmith – Link, a majom | - Robert Fletcher – Star Trek IV: A hazatérés - Emma Porteous – A bolygó neve: Halál - Brian Froud, Ellis Flyte – Fantasztikus labirintus - Marit Allen – Rémségek kicsiny boltja - Theadora Van Runkle – Előre a múltba                                                    |
| Legjobb smink | Legjobb különleges effektek |
| - Chris Walas – A légy - Peter Robb-King – A bolygó neve: Halál - John Carl Buechler, John Naulin, Anthony Doublin, Mark Shostrom – Tágra nyílt elme - Rob Bottin – Legenda - Wes Dawn, Jeff Dawn, James Lee McCoy – Star Trek IV: A hazatérés                                 | - Stan Winston, Robert Skotak, Dennis Skotak (The L.A. Effects Group) – A bolygó neve: Halál - Lyle Conway – Rémségek kicsiny boltja - Richard Edlund – Kopogó szellem 2. - Syd Mead, Eric Allard – Rövidzárlat - Ken Ralston, Michael Lantieri – Star Trek IV: A hazatérés |

### Különdíj
- The George Pal Memorial Award - Arnold Leibovit
- Életműdíj - Leonard Nimoy
- The President's Memorial Award
  - Marshall Brickman – Atomjáték
  - Joseph Stefano

## Fordítás
- Ez a szócikk részben vagy egészben  a(z)   14th Saturn Awards című angol Wikipédia-szócikk fordításán alapul.  Az eredeti cikk szerkesztőit annak laptörténete sorolja fel. Ez a jelzés csupán a megfogalmazás eredetét és a szerzői jogokat jelzi, nem szolgál a cikkben szereplő információk forrásmegjelöléseként.